# Bill Mohr
Wilbur T. "Bill" Mohr (Wagga Wagga, Nueva Gales del Sur; 29 de junio de 1909 – 29 de marzo de 1971) fue un jugador de fútbol australiano que jugó para el St Kilda Football Club en la Victorian Football League (Australian Football League), desde 1929 hasta 1941. Mohr fue uno de los mejores jugadores en representar a St Kilda, con logros que incluyen ganar el Premio Trevor Baker en 1932 y 1936 como el jugador "mejor y más justo" de su equipo, liderar a su equipo en goles en doce de sus trece temporadas de competición, e ingresar al Equipo del Siglo de St. Kilda. Su temporada de 1936, con 101 goles, fue el primer ejemplo de un jugador de St. Kilda anotando un siglo de goles.